# المتشرد (فلم هندي)
المتشرد هو فيلم هندي كلاسيكي عنوانه الأصلي : Awara قام بإخراجه وإنتاجه راج كابور و قام ببطولته راج كابور مع الممثلة نرجس و الممثل المخضرم بريثفيراج كابور و الطفل الصغير شاشي كابور و تم عرض الفيلم سنة 1951 و الفيلم مصنف صمن قائمة 25 فيلم هندي يجب أن تراهم وهناك أغنية في الفيلم عنوانها أوارا هون (Awara Hoon) وصل عدد مشاهديها في موقع يوتيوب أكثر من مليونين

## قصة الفيلم
يختطف المجرم (جاغا) زوجة المحامي اللذي أدخله السجن ويريد أن يعتدي عليها بدافع الانتقام ثم يتركها دون أن يعتدي عليها عندما يعلم بأنها حامل وعندما تعود زوجة المحامي إلى البيت يعلم زوجها بأنها حامل فيشك في نسب ابنه ويطردها من المنزل خوفا من العار ثم تلد زوجته ولدا (راج كابور) سيعاني من التشرد ويحترف السرقة ويكون هو بطل الفيلم

## وصلات خارجية
- مقالات تستعمل روابط فنية بلا صلة مع ويكي بيانات